# Ja till trängselskatt i Göteborg
Ja till trängselskatt i Göteborg är ett partipolitiskt och religiöst obundet nätverk som arbetade för ett ja till i den kommunala folkomröstningen om trängselskatt i Göteborg som genomfördes 14 september 2014. Nätverket uppstod i samband med Göteborgs kommunfullmäktige tog beslut om folkomröstningen enligt ett medborgarinitiativ senvåren 2013. Embryot till nätverket är dock av en facebookgrupp från hösten 2012.

## Bakgrund
Som svar på "ett massivt motstånd mot trängselskattens införande i Göteborg" startade kvällstidningen GT en kampanj för en folkomröstning om trängselskatten den 16 augusti 2012. Många bedömare menar att GT tog ställning genom kampanjen som pågick under hela hösten och till stor del på nyhetsplats, och då inte bara att tidningen tog ställning för en folkomröstning, som GT menar själva, utan mot själva trängselskatten. En bedömning som även får stöd i en genomgång av alla den höstens artiklar i ämnet, som det mediekritiska radiomagasinet Medierna gjort. Bland annat gavs nästan inget utrymme åt positiva röster, något chefredaktören för tidningen, Frida Boisen, förklarade som en spegling av den faktiska opinionen.
I september 2012 skapades en facebookgrupp med namnet "JA till Trängselskatt i Göteborg", ofta förkortat till enbart "JA till trängselskatt", som en reaktion på detta, "för att visa att det fanns folk som var för trängselskatt och att det skulle finnas en positiv informationskanal." Under senvåren 2013 startades en parallellt initiativ, där människor uppmanades att sicka mejl till politiker, för att visa på stöd för trängselskatten och för att freda det Västsvenska paketet som trängselskatten delvis finansierar. Efter att kommunfullmäkige i Göteborg beslöt att bifalla medborgarinitiativets krav på folkomröstning den 23 maj, gjorde personerna bakom de båda initiativen gemensam sak. Utifrån facebooksidan växte sedan under sommaren 2013 ett nätverk fram "där privatpersoner från olika håll och kanter kom att engagera sig". Under sommaren 2013 författades den första debattartikeln, en replik mot en annan författad av det lokala partiet Vägvalet, och under hösten 2013 lanserades även en blogg. Västsvenska handelskammaren (VHK) valde att ge sitt stöd till organisationen i juni 2014, samtidigt som man tydligt tog ställning för trängselskatt specifikt och inte bara Västsvenska paketet i allmänhet som man gjort dittills.

## Arbete och inflytande
Nätverket består av privatpersoner som ideellt bedriver opinionsarbete på sociala medier och genom att skriva debattartiklar. Inför valet, bedrevs en crowdfunding kampanj som inbringade 18000 kr till valmaterial, som delas ut på staden av frivilliga de sista veckorna innan valet. VHK sponsrar nätverket med anställning och kontorsplats för en samordnare i två månader, samt en kampanjfilm. Nejsägarsången. Sammantaget, inklusive handelskammarens omkostnader, beräknas budget för nätverkets valkampanj vara "omkring 100000 kronor".
Nätverket har i sig omtalats som ett exempel som tydligt visar hur de som hävdar "att diskussionen om trängselskatten har handlat om folket mot etablissemanget" har fel och har under våren 2014 ombetts att kommentera allehanda nyheter kring trängselskatt.
Resultatet vid folkomröstningen blev 56,89% Nej (mot trängselskatt), 43,11% Ja (för trängselskatt) med 73,47% valdeltagande.
År 2015 erhöll nätverket "JA till trängselskatt" Naturskyddsföreningens miljöpris "Kaprifolpriset" för att "under lång tid inför folkomröstningen om trängselskatten försökt få till stånd en saklig och nyanserad debatt samt gjort utförliga genomlysningar av alternativen och konsekvenserna av dessa. När politiker och andra beslutsfattare inte varit helt tydliga i frågan om trängselskatt och varför skatten är en bra och nödvändig åtgärd för Göteborg, har Nätverket Ja till trängselskatt och  Västsvenska Handelskammaren stått upp och på ett tydligt och klargörande sätt redogjort för hur trängselskatten positivt påverkar stadens utveckling och miljö."